# Warren K. Lewis
Warren Kendall Lewis (n. 21 august 1882, Laurel⁠(d), Delaware, SUA – d. 9 martie 1975, Plymouth, Massachusetts, SUA) a fost un inginer american, profesor universitar la MIT, considerat a fi părintele ingineriei chimice moderne. A fost coautor al unui manual important pe această temă care a introdus, în esență, conceptul de operație unitară⁠(d). De asemenea, a dezvoltat, împreună cu Edwin R. Gilliland, un alt profesor de la MIT, procesul Houdry, într-un contract cu The Standard Oil Company din New Jersey (acum ExxonMobil), cu privire la cracarea catalitică fluidă⁠(d) modernă.

## Biografie
în 1901 Lewis s-a înscris la MIT pentru a studia ingineria, optând pentru ingineria chimică din cadrul departamentului de chimie. Chimia l-a captivat așa de mult încât a urmat studii postuniversitare de chimie fizică la Breslau, Germania, obținând în 1908 diploma de doctor în științe. La scurt timp după aceea, s-a întors la MIT pentru a se alătura corpului didactic.
În 1909 Lewis a publicat o lucrare despre „Teoria distilării fracționate”, care a stat la baza metodelor ulterioare de calcul în ingineria chimică. (Ulterior, a fost autorul a 19 brevete privind distilarea.) În 1920 a devenit primul șef al nou-înființatului departament de inginerie chimică de la MIT, poziție pe care a deținut-o timp de 13 ani înainte de a se întoarce la predare și cercetare.
În noiembrie 1942 Lewis a fost numit să prezideze un comitet care să examineze Proiectul Manhattan și să examineze toate aspectele cercetării și dezvoltării bombei, parțial din cauza îndoielilor lui du Pont cu privire la procesarea plutoniului. Raportul lor, datat 4 decembrie, a susținut proiectul plutoniului. De asemenea, pentru îmbogățirea uraniului a recomandat concentrarea pe procesul de difuzie gazoasă și construirea doar a unei instalații electromagnetice mici. Conant a susținut construirea unei uzine electromagnetice mari, despre care Nichols a spus că a fost esențială pentru lansarea bombei în august, în loc de câteva luni mai târziu. Comitetul a sugerat, de asemenea, organizații industriale potrivite și ... „ne-a furnizat un plan pentru organizarea industrială completă a proiectului, pe care Groves l-a urmat în mare parte ... și ne-a dat mai multă încredere cu privire la fezabilitatea producerii unor cantități suficiente de material fisionabil”. În aprilie-mai 1944 un alt comitet condus de Lewis a recomandat construirea uzinei de difuzie termică S-50⁠(d) proiectată de Philip Abelson din Marina SUA.
În 1948 a fost numit profesor emerit și a continuat să lucreze în cadrul departamentului până la moarte.

## Decorații și premii
- 1936 Medalia Perkin⁠(d) a Society of Chemical Industry.[12]
- 1947 Medalia Lamme a American Society of Engineering Education.
- 1947 Medalia Priestley a American Chemical Society. A fost primul inginer chimist care a obținut Medalia Priestley.[13]
- 1949 Medalia de Aur a Institutului American de Chimie⁠(d).
- 1957 Premiul E. V. Murphree⁠(d).
- 1973 Premiul fondatorilor Simon Ramo al National Academy of Engineering.[14]
- Este comemorat prin Premiul Warren K. Lewis pentru Învățământ în Ingineria Chimică.[15] al AIChE⁠(d) și în cadrul lectoratului Warren K. Lewis de la MIT.[16]